# Alan Blundell
Alan Blundell (sinh ngày 18 tháng 8 năm 1947) là một cầu thủ bóng đá người Anh, thi đấu ở vị trí wing half ở Football League cho Tranmere Rovers. Ông cũng trải qua một mùa giải tại Wigan Athletic, thi đấu 35 trận và ghi 5 bàn tại Cheshire League.